# 藤原松三郎
藤原 松三郎（ふじわら まつさぶろう、1881年2月14日 - 1946年10月12日）は、日本の数学者・数学史家。第二次世界大戦前において、90編の欧文論文を著し、1936年にオスロで開催された国際数学者会議で招待講演を行うなど、当時の日本の数学界を代表する数学者であり、また日本数学史、中国数学史、朝鮮数学史をカバーする和漢数学史家としても大きな業績を残した。特に8000枚という膨大な遺稿「日本数学史」は『明治前日本数学史』全5巻（岩波書店、1955-1960）としてまとめられ、現在においても和算史を研究する上で最も重要かつ基本的な文献となっている。

## 生涯
1911年（明治44年）、東北帝国大学に数学科が設置されると、30歳で教授に就任。この時、主任教授に林鶴一、助手にはのちに数学史家となる小倉金之助がいた。　
藤原には、解析学を中心に多くの論文があるが、日本語の著作として『代数学 : 第 1,2 巻』(内田老鶴圃,1928-1929 初版), 『微分積分学 : 第 1,2 巻』 (内田老鶴圃,1929-1930 初版)は、長く各大学で教科書・参考書として使われた。また『常微分方程式論』 (岩波書店,1930)は、日本で最初の常微分方程式の著作である。
東北大学で藤原の教えを受けた者には、経済学やゲーム理論において頻繁に使われる〈角谷の不動点定理〉で有名な角谷静夫、数学教育で著名な遠山啓がいる。また東北大学は戦前期に女子学生、外国人学生の入学を許可した稀有の大学であり、『ある女性数学者の回想』の著者である森本治枝、中国の西洋数学研究の礎を築いた陳建功らも、藤原の薫陶を受けた数学者である。
純粋数学の研究者であった藤原が、数学史の研究を始めたのは、同僚である林鶴一の急逝による。林鶴一は、日本初の国際数学雑誌である『東北数学雑誌』を私費で創刊した純粋数学の研究者であったが、晩年には和算史の研究に力を注ぎ、2000ページを超える『和算研究集録　上下巻』を上梓していた。林が残した研究と彼が集めた膨大な和算書資料を前に、藤原は以後、和漢数学史研究に没頭することを決意する。この経緯については藤原による「林鶴一君を憶ふ」「林鶴一君の業績」「林鶴一博士小伝」「余の和算史研究」などに詳しい。

## 家族
- 父・藤原伊左衛門 ‐ 三重県[3]
- 妻・梅子 ‐ 太田峰三郎の長女[3]
- 長男・道太郎[3]
- 長女・静子 ‐ 岡義武の妻[3]

## 略歴
- 1881年（明治14年）2月14日 - 藤原伊左衛門、藤原ひでの三男として三重県津市南の瀬古町に生まれる。
- 1899年（明治32年） - 三重県津中学校を卒業する。
- 1902年（明治35年）6月 - 第三高等学校を卒業する。
- 1905年（明治38年）7月 - 東京帝国大学理科大学数学科を卒業する。
- 1907年（明治40年）10月 - 第一高等学校教授となる。同月数学研究の為ドイツ及びフランスへ留学を命じられる。
- 1911年（明治44年）2月 - 東北帝国大学理科大学教授を兼任。4月には東北帝国大学理科大学教授となる。同年、日本初の数学専門誌『東北数学雑誌』を林鶴一らと私費で出版した。
- 1914年（大正3年）11月 - 理学博士の学位を取得。
- 1921年（大正10年）3月 - 欧米各国へ出張を命じられる。
- 1925年（大正14年）6月 - 帝国学士院会員となる。
- 1936年（昭和11年）4月 - 欧州各国へ出張を命じられる。
- 1939年（昭和14年）10月 - 支那（当時中華民国）及び朝鮮へ出張する。
- 1939年（昭和14年） - この頃、前任の本多光太郎の後継として東北帝国大学総長に推されたが、現在やっている和算史の研究が面白く止めるのを忍びないので自分は学長に向かない、として断っている。
- 1940年（昭和15年）9月 - 支那及び朝鮮へ出張する。
- 1941年（昭和16年）1月 - 講書始めに日本数学史を進講する。
- 1942年（昭和17年）3月 - 本官を免じる。
- 1942年（昭和17年）5月 - 東北大学名誉教授の称号を授与される。
- 1944年（昭和19年） - 立教理科専門学校（現・立教大学理学部）教授に就任[4]。
- 1946年（昭和21年）10月12日 - 肝臓癌により没する。

## 栄典
- 1940年（昭和15年）9月11日 - 勲一等瑞宝章[5]

## 著作
- 『代数学』 第1巻（第1版）、内田老鶴圃、2019年2月（原著1928年2月）。ISBN 978-4-75360-161-5。現代仮名遣いに改め、用語の一部を現代的なものに置き換えた改訂新編。
  - 『代数学』 第1巻（第14版）、内田老鶴圃新社、1982年3月（原著1928年2月）。ISBN 978-4-7536-0025-0。
  - 『代数学』 第1巻（再版）、内田老鶴圃、1928年3月8日。NDLJP:1133275。
  - 『代数学』 第1巻（再版）、内田老鶴圃、1929年9月10日。NDLJP:1133288。
- 『代数学』 第2巻（第1版）、内田老鶴圃、2020年3月（原著1929年6月）。ISBN 978-4-75360-162-2。現代仮名遣いに改め、用語の一部を現代的なものに置き換えた改訂新編。
  - 『代数学』 第2巻（第13版）、内田老鶴圃、1995年10月（原著1929年6月）。ISBN 978-4-7536-0026-7。
  - 『代数学』 第2巻（再版）、内田老鶴圃、1929年6月18日。NDLJP:1133298。
  - 『代数学』 第2巻（訂3版）、内田老鶴圃、1934年6月6日。NDLJP:1133312。
- 『常微分方程式論』 第1編、岩波書店〈高等数学叢書〉、1930年。NDLJP:1174577。
  - 『常微分方程式論』（5版）岩波書店〈高等数学叢書〉、1949年。NDLJP:1160744。
- 『行列及び行列式』岩波書店〈岩波全書 第40〉、1934年。NDLJP:1208693。
  - 『行列及び行列式』岩波書店〈岩波全書 40〉、1947年。NDLJP:1063287。 - 付：文献292-296頁。
  - 『行列及び行列式』（11版）岩波書店〈岩波全書 第40〉、1949年。NDLJP:1160576。
  - 『行列及び行列式』（改訂版）岩波書店〈岩波全書〉、1961年。NDLJP:1379086。 - 付：文献227-231頁。
- 浦川肇・高木泉・藤原毅夫 編著 編『微分積分学』 第1巻（改訂新編）、内田老鶴圃〈数学解析 第1編〉、2016年11月（原著1934年2月）。ISBN 978-4-7536-0163-9。 - 藤原 (1993)を現代仮名遣いに改め、用語の一部を現代的なものに置き換えた改訂新編。
  - 『微分積分学』 第1編（訂再版）、内田老鶴圃〈数学解析 第1篇〉、1937年。NDLJP:1234344。
  - 『微分積分学』 第1巻（訂正第3版）、内田老鶴圃〈数学解析 第1編〉、1941年。NDLJP:1063324。 - 初版昭和9。
  - 『微分積分学』 第1編（改訂4版）、内田老鶴圃〈数学解析 第1篇〉、1949年。NDLJP:2421310。
  - 『微分積分学』 第1篇（訂4版）、内田老鶴圃〈数学解析 第1篇〉、1949年。NDLJP:1162757。
  - 『微分積分学』 第1編（訂5版）、内田老鶴圃〈数学解析 第1篇〉、1949年。NDLJP:1162760。
  - 『微分積分学』 第1巻、内田老鶴圃〈数学解析 第1編〉、1993年5月（原著1934年2月）。NDLJP:1234177。
  - 『微分積分学』 第1巻、内田老鶴圃〈数学解析 第1編〉、1993年5月（原著1934年2月）。ISBN 978-4-7536-0047-2。NDLJP:1898997。
- 岩波書店 編 編『無限多変数ノ函数論 1-2』 第2、岩波書店〈岩波講座数学〉、1932-1935。NDLJP:1258533。
- 岩波書店 編 編『複素函数論 1-6』 第4、岩波書店〈岩波講座数学〉、1932-1935。NDLJP:1240465。
- 岩波書店 編 編『初メテ外国ノ図書雑誌ヲ読ム人ノ為メニ』 第9、岩波書店〈岩波講座数学〉、1933-1935。NDLJP:1240485。
- 浦川肇・高木泉・藤原毅夫 編著 編『微分積分学』 第2巻（改訂新編）、内田老鶴圃〈数学解析 第1編〉、2017年5月（原著1939年2月）。ISBN 978-4-7536-0164-6。 - 藤原 (1982b)を現代仮名遣いに改め、用語の一部を現代的なものに置き換えた改訂新編。
  - 『微分積分学』 第2巻、内田老鶴圃〈数学解析 第1篇〉、1939年。NDLJP:1207284。
  - 『微分積分学』 第2巻（訂再版）、内田老鶴圃〈数学解析 第1篇〉、1940年。NDLJP:1212195。
  - 『微分積分学』 第2編（訂3版）、内田老鶴圃〈数学解析 第1篇〉、1948年。NDLJP:2421641。
  - 『微分積分学』 第2卷、内田老鶴圃新社〈数学解析 第1編〉、1982年12月（原著1939年2月）。ISBN 978-4-7536-0048-9。NDLJP:1899003。
- 大塚数学会 編 編「和算史一節」『数学の本質　講演集』甲鳥書林、1944年。NDLJP:1063273。
- 『日本数学史要』宝文館、1952年。NDLJP:2421518。
  - 『日本数学史要』勉誠出版、2007年6月。ISBN 978-4-585-03166-6。 - 解説：川原秀城。
- 日本学士院日本科学史刊行会 編 編『明治前日本数学史』 第1巻、岩波書店、1954年。NDLJP:2421696。
- 『西洋数学史』宝文館、1956年。NDLJP:2421743。 - 附録（326-365p）：エヂプト・バビロニヤ・アッシリヤの数学,数字の変遷。
- 日本学士院日本科学史刊行会 編 編『明治前日本数学史』 第2巻、岩波書店、1956年。NDLJP:2421761。
- 日本学士院日本科学史刊行会 編 編『明治前日本数学史』 第3巻、岩波書店、1957年。NDLJP:2421846。
- 日本学士院日本科学史刊行会 編 編『明治前日本数学史』 第4巻、岩波書店、1959年。NDLJP:2421638。
- 日本学士院日本科学史刊行会 編 編『明治前日本数学史』 第5巻、岩波書店、1960年。NDLJP:2421959。
- 藤原松三郎先生数学史論文刊行会 編 編『東洋数学史への招待　藤原松三郎数学史論文集』東北大学出版会、2007年3月。ISBN 978-4-86163-043-9。 - 肖像あり。東北大学創立100周年記念出版。

### 翻訳
- 藤原松三郎 著 (1936-6). 行列論. 大学叢書. 蕭君絳 訳. 商務印書館